# 沼垂テラス

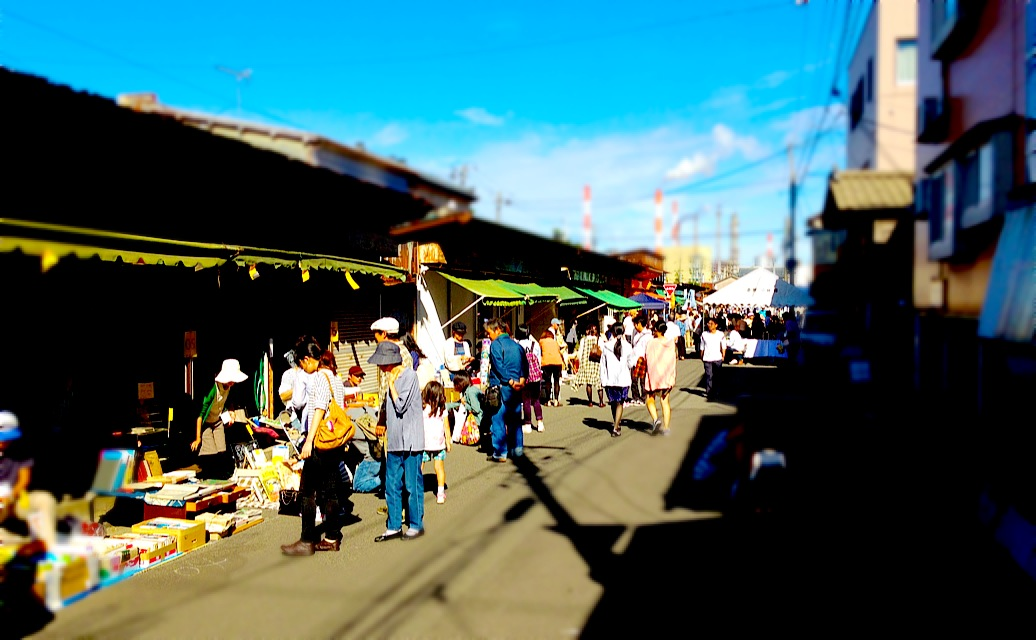
沼垂テラスwith一箱古本市（2013年10月6日撮影）

沼垂テラス商店街（ぬったりてらすしょうてんがい）は、新潟県新潟市中央区沼垂東3丁目にある商店街の名称。株式会社テラスオフィスが運営。

## 概要
古くから湊町として栄えた沼垂地区（旧沼垂町）の中心に位置する。元々青果市場だった長屋の建物をリノベーションする形で、2015年春に命名された商店街である。それまでは「沼垂市場通り」と呼ばれていた。30近くの店舗が連なるほか、朝市や冬市など各種イベントが行われている。
商店街の取り組みは2016年1月には「地域再生大賞」の準大賞を、2017年10月にはグッドデザイン賞を受賞している。

### 範囲
新潟市道沼垂東日の出線に面した商店から構成される。新潟市道沼垂東日の出線より商店街を挟んで新潟市道南1-76号線（寺町沿いの飲食店街）は当商店街には含まれない。

## 歴史

### 1960年代
- 水害や生活排水の流入、モータリゼーションの到来などにより社会的な要因から寺町を流れる堀、寺町堀が埋め立てられた。埋め立てた場所に、トタン作りの公衆市場を作り、亀田や横越、紫竹といった近郷近在の農家が出店する市場が形成された。往時は百数十軒の農家や魚屋が商品を道端に並べていたという。[6]

### 2000年代
- 郊外型の大型スーパーや地価の高騰、後継者不足や店主の高齢化といった要素が重なり、他の地方都市の商店街同様にシャッター通りと化していった。
- この頃の様子はマンガにも描かれている[7]。

### 2010年代
- 2010年頃より、30代前後の若い店主たちが多く店を開店させはじめた[8]。また、「沼垂テラス」の名でイベントが行われるようになった[9]。
- 特に、2014年頃よりシャッター通りから情報発信地として新潟県内から注目を集めるようになっている[10]。

## 交通

### 徒歩
- JR新潟駅から北東へ徒歩約20分

### 自転車
- 新潟駅万代口 石宮公園地下駐輪場ステーションからにいがたレンタサイクル利用で約7分
  - 商店街最寄りのステーションは「今代司酒造」となる[11]。

### バス
- 新潟駅万代口から新潟交通「E1 臨港線」乗車、「沼垂四ツ角」下車徒歩2分[12]
- 新潟駅万代口から新潟交通「E4 大形線」「E5 牡丹山線」「E6 竹尾線」「S8 京王団地線」「S9 亀田・横越線」のいずれかに乗車、「蒲原町」下車徒歩5分[12]